# Essigsäurebornylester
Bornylacetat (Essigsäurebornylester) ist der Essigsäureester des Terpens Borneol. Es kommt in Nadelbäumen und vielen anderen Pflanzen natürlich vor und wird als Duft- und Aromastoff verwendet.

## Isomere
Bornylacetat ist immer endo-konfiguriert, die exo-Konfiguration wird als Isobornylacetat bezeichnet. Es existieren zwei isomere Formen, (−)- und (+)-Bornylacetat [Synonyme: (1S,2R,4S)-Bornylacetat bzw. (1R,2S,4R)-Bornylacetat], die häufig als 1:1-Gemisch (Racemat) vorkommen.
| Isomere von Essigsäurebornylester |                                                          |                                                          |
| Name                              | (−)-Bornylacetat                                         | (+)-Bornylacetat                                         |
| Andere Namen                      | (1S,2R,4S)-1,7,7-Trimethylbicyclo[2.2.1]hept-2-yl-acetat | (1R,2S,4R)-1,7,7-Trimethylbicyclo[2.2.1]hept-2-yl-acetat |
| Strukturformel                    | Struktur von (−)-Bornylacetat                            |                                                          |
| CAS-Nummer                        | 5655-61-8                                                | 20347-65-3                                               |
| CAS-Nummer                        | 76-49-3 (Racemat)                                        |                                                          |
| EG-Nummer                         | 227-101-4                                                | 243-750-6                                                |
| EG-Nummer                         | 200-964-4 (Racemat)                                      |                                                          |
| ECHA-Infocard                     | 100.024.638                                              | 100.039.757                                              |
| ECHA-Infocard                     | 100.000.878 (Racemat)                                    |                                                          |
| PubChem                           | 442460                                                   | 6950274                                                  |
| PubChem                           | 6448 (Racemat)                                           |                                                          |
| FL-Nummer                         | 09.848                                                   | -                                                        |
| FL-Nummer                         | 09.017 (Racemat)                                         |                                                          |
| Wikidata                          | Q27105264                                                | Q27284125                                                |
| Wikidata                          | Q780165 (Racemat)                                        |                                                          |

## Vorkommen
Der Ester ist in den ätherischen Öle vieler Pflanzen vorhanden, so etwa in vielen Nadelbäumen. In der Gattung Tannen (Abies) kommt er beispielsweise in der Balsam-Tanne (Abies balsamea), der Küsten-Tanne (Abies grandis) und der sibirischen Tanne (Abies sibirica) vor. Das ätherische Öl der Kiefer (Pinus sylvestris) enthält nur einige Prozent des Esters. Er kommt außerdem in der Fichte (Picea abies), mit bis zu 6 % in vielen Arten der Lärchen (Gattung Larix), zum Beispiel in der sibirischen Lärche (Larix sibirica) und in der Sicheltanne (Cryptomeria japonica) vor. Das ätherische Öl der Thuja enthält ca. 9 % Bornylacetat. Zuerst isoliert wurde es aus der Gewöhnlichen Douglasie. In Koniferen kommt insbesondere das (−)-Bornylacetat vor.
Es kommt auch in Baldrian (Valeriana officinalis) vor, wo es mit bis über 33 % die Hauptkomponente des ätherischen Öls ausmacht. Mehrere Arten der Gattung Ocimum enthalten Bornylacetat, darunter Basilikum und Ocimum sanctum; in Ocimum lamiifolium ist es mit ca. 30 % die wichtigste Komponente. Es kommt auch in ätherischen Ölen diverser Pflanzenteile von Pflanzen der Gattung Magnolia vor, zum Beispiel aus der Rinde von Magnolia officinalis. Es macht außerdem etwa 20 % im Blätteröl von Magnolia grandiflore aus und ist die Hauptkomponente im Öl aus den Früchten von Magnolia tripetala. Ätherische Öle verschiedener Wacholder-Arten enthalten Bornylacetat, darunter Juniperus communis (wenige Prozent), Juniperus chinensis (17,5 %), sowie Juniperus ashei.
Es kommt aber auch in vielen weiteren Pflanzen vor, darunter Asant (Ferula assa-foetida, in kleinen Mengen), Plectranthus coleoides (Gattung Harfensträucher), Mönchspfeffer (Vitex agnus-castus), Mutterkraut (Tanacetum parthenium, ca. 18,3 %), Rosmarin (Rosmarinus officinalis), Apfelblüten, Inula graveolens, sowie in Amomum villosum (Gattung Amomum) und im Sandarak-Baum (Tetraclinis articulata).
Weiterhin ist es enthalten in  Moschus-Schafgarbe (Achillea moschata), Muskatnuss (Myristica fragrans), Salbei (Salvia officinalis) und Thai-Ingwer (Alpinia galanga)

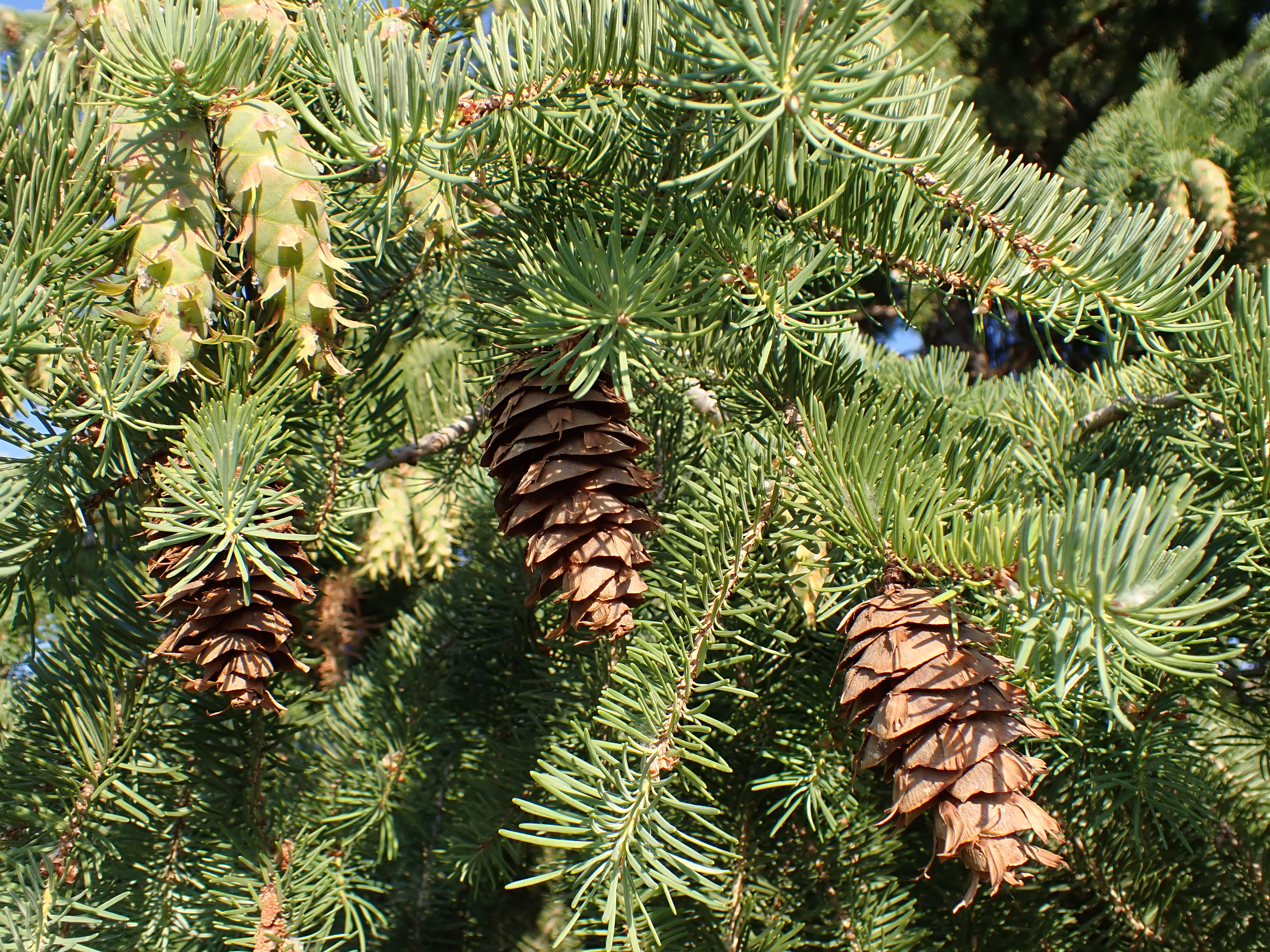
Gewöhnliche Douglasie
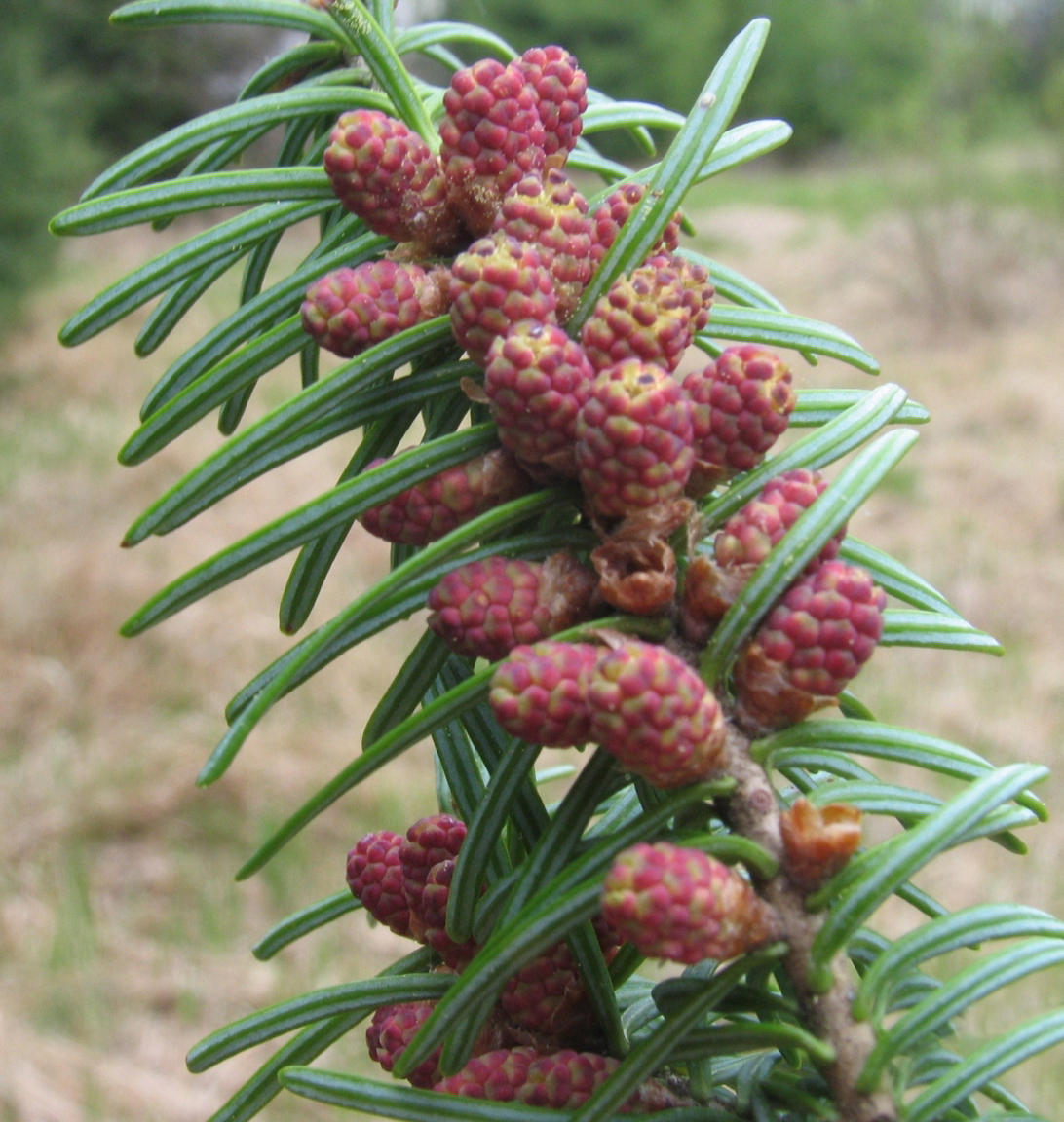
Abies balsamea
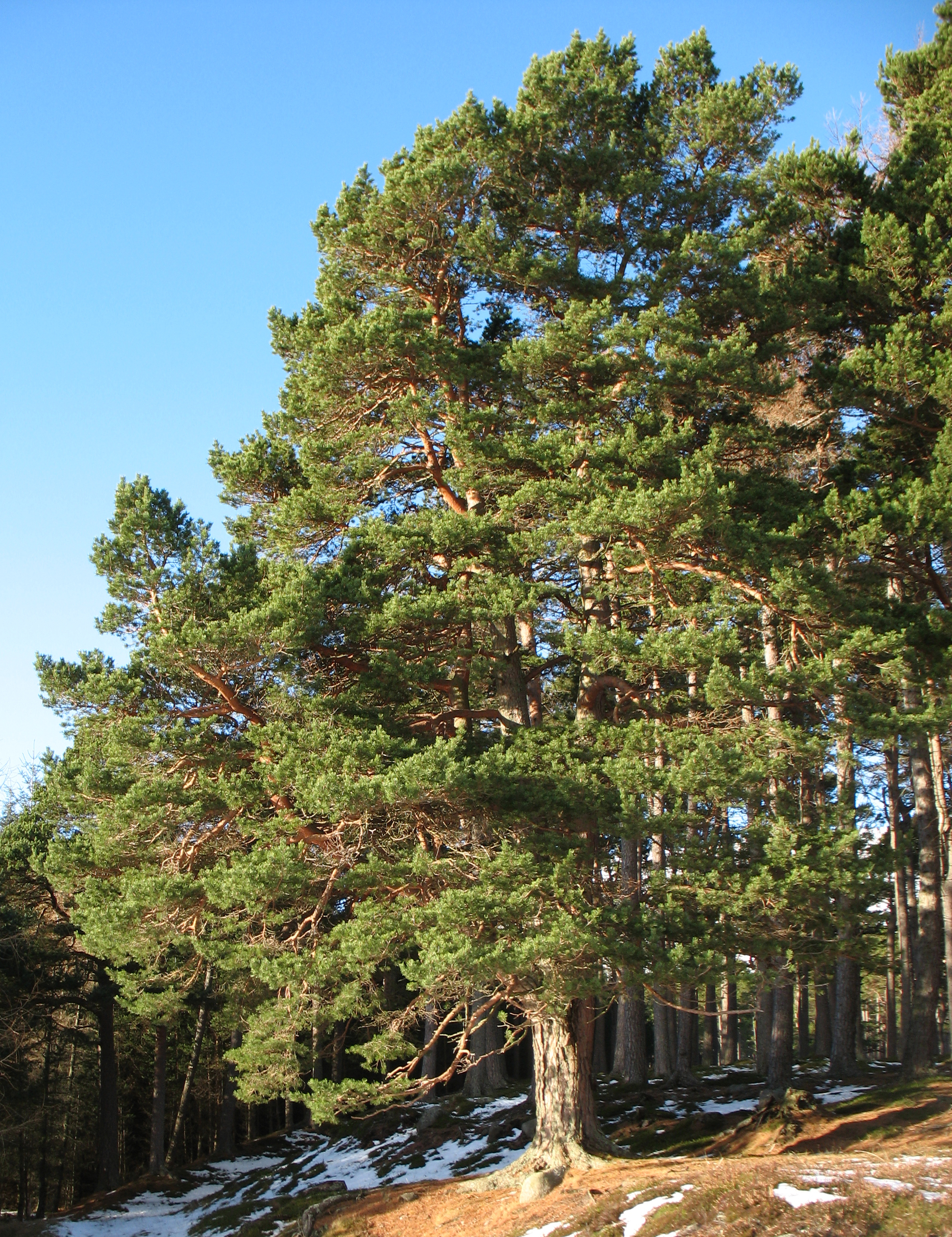
Kiefer
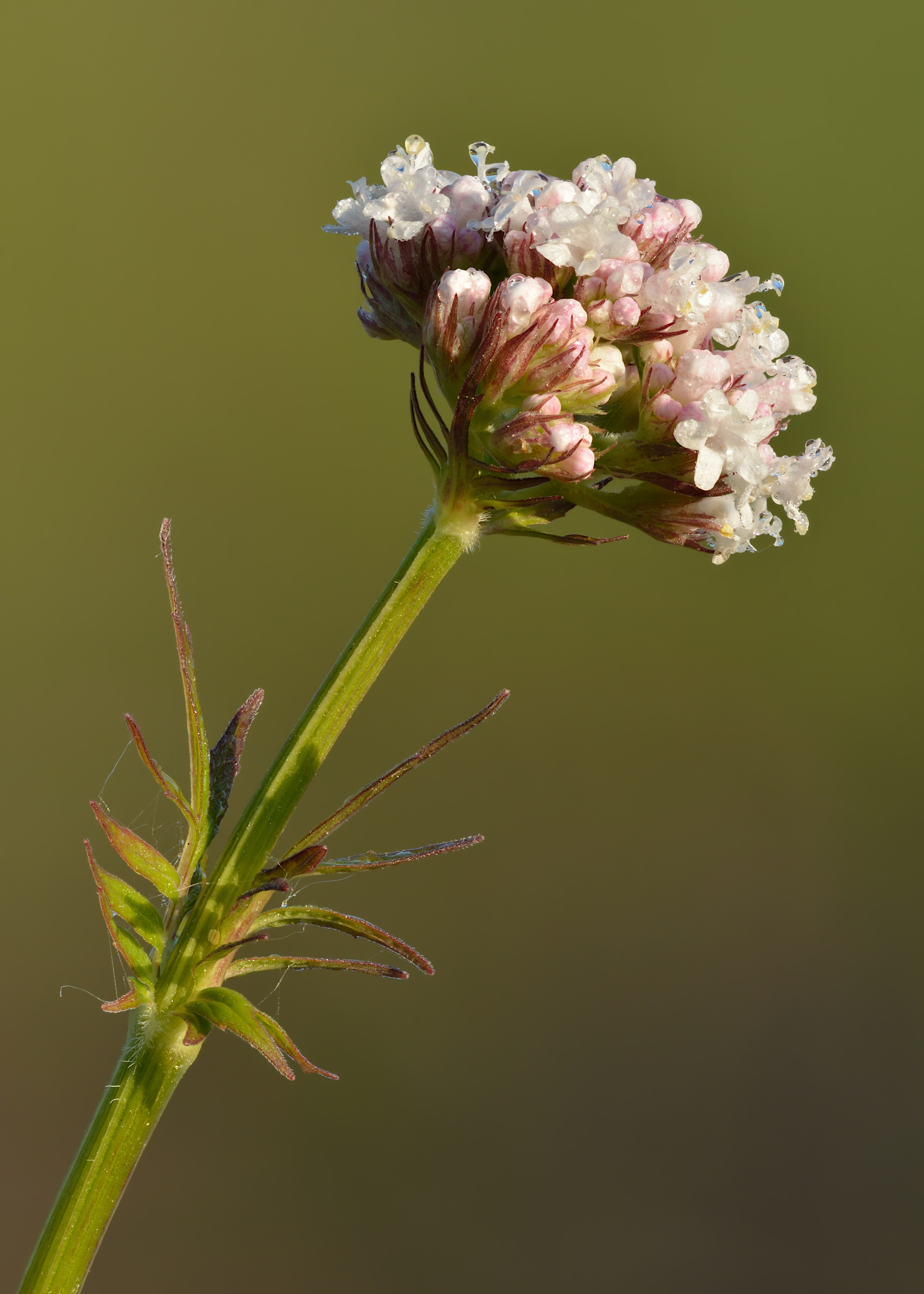
Baldrian
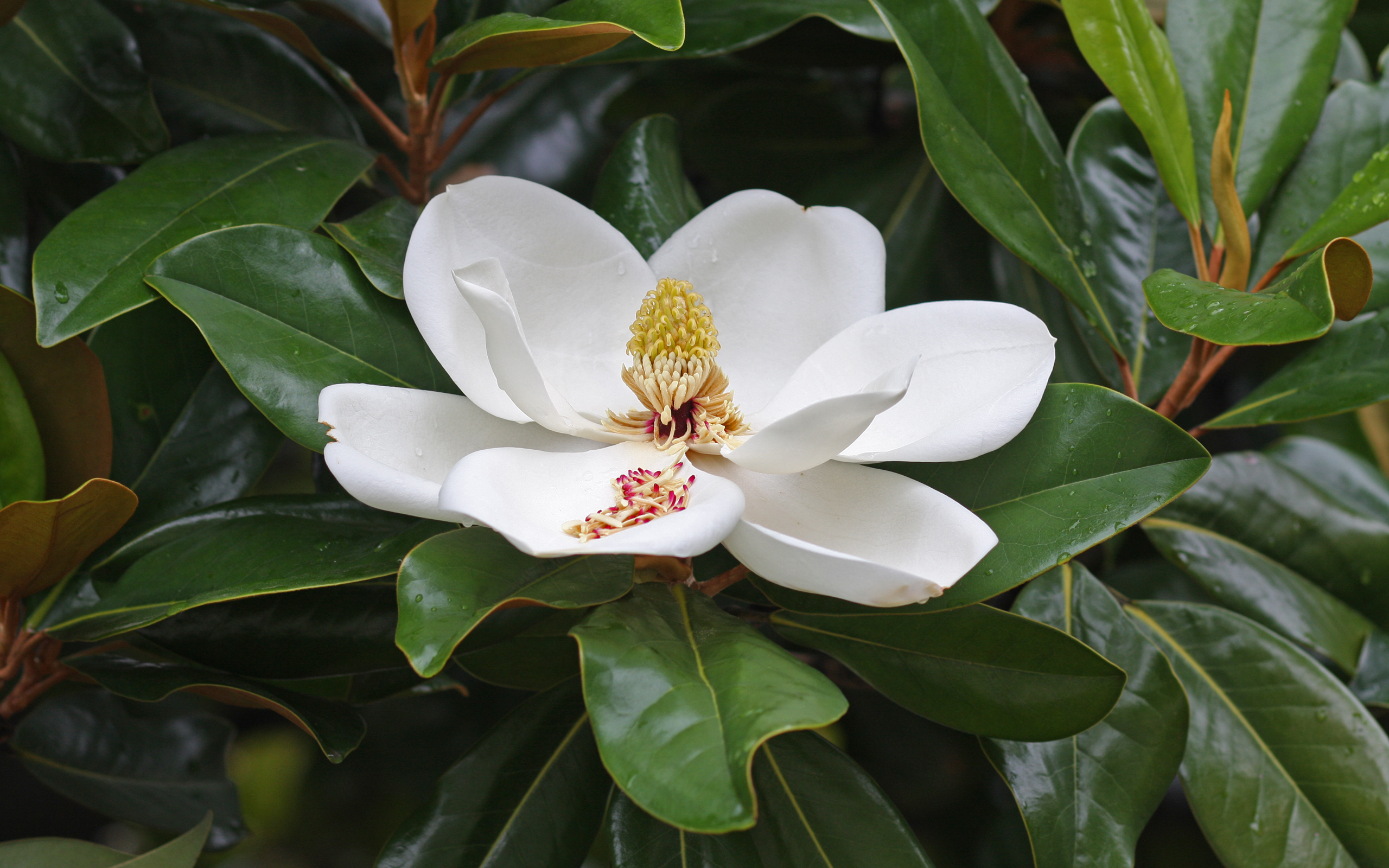
Magnolia grandiflora
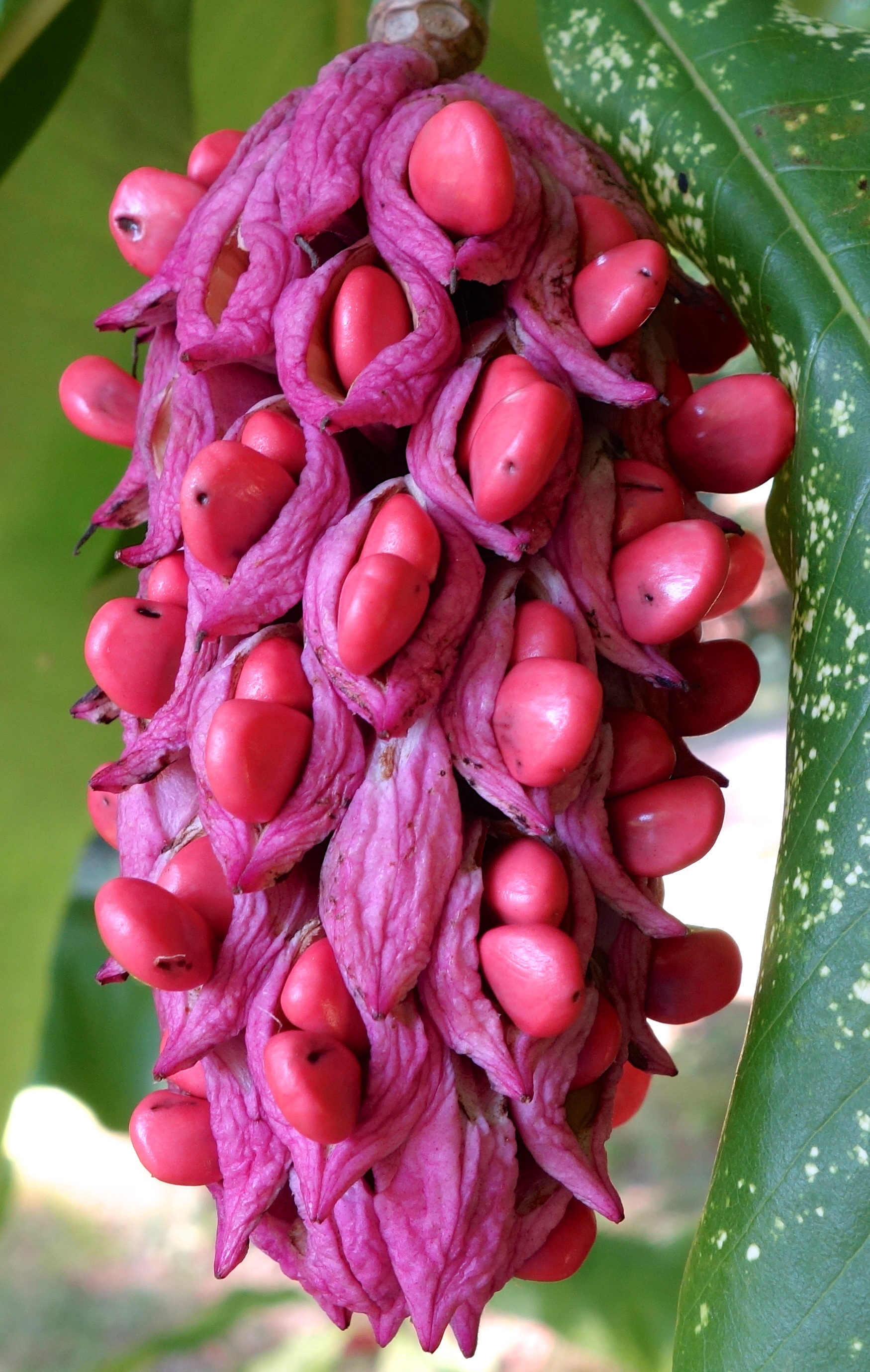
Frucht von Magnolia tripetala
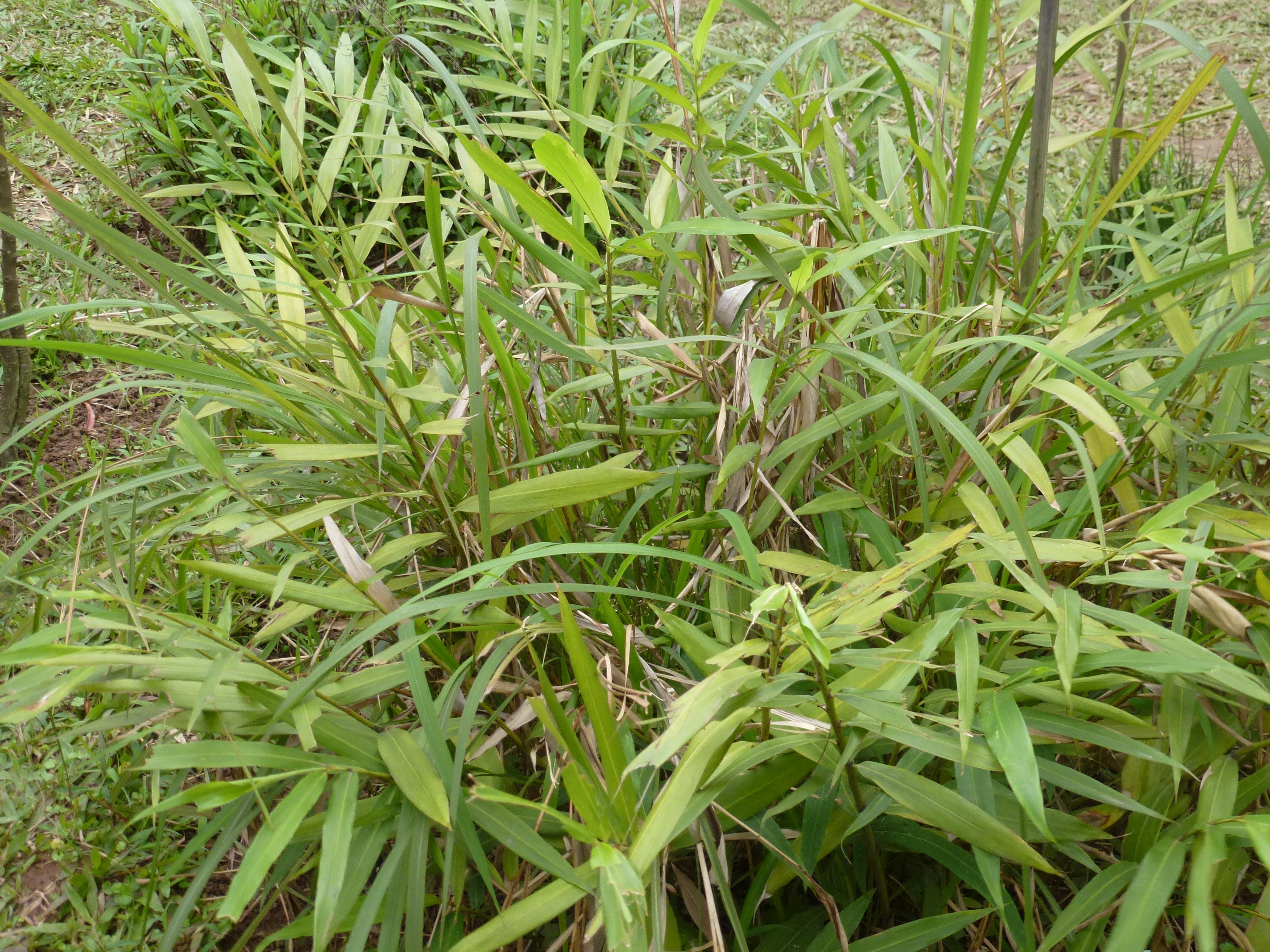
Amomum villosum

## Biosynthese
Die Biosynthese in Amomum villosum wurde untersucht und verläuft über die enzymatische Acetylierung von Borneol.

## Herstellung
Bornylacetat kann durch Veresterung von Borneol mit Essigsäure hergestellt werden.

## Eigenschaften
Bornylacetat ist eine weiße, kristalline Substanz, die dem Tannen- und Fichtennadelöl seinen charakteristischen Geruch verleiht. Als Reinsubstanz riecht die Verbindung sehr streng nach Fichten bzw. Pinien und besitzt einen brennenden Geschmack. Der charakteristische Geruch ist bereits in einer Konzentration ab 75 ppb wahrnehmbar. Bornylacetat wirkt insektizid und in vitro entzündungshemmend sowie cytotoxisch gegen verschiedene Krebszelllinien. Die Verbindung wirkt außerdem als synthetisches Sexualpheromon der Amerikanischen Großschabe.

## Verwendung
Balsamtannennadelöl (Abietis balsameae aetherloeum) und Fichtennadelöl (Piceae aetheroleum) enthalten bis zu 23 %, Kanadabalsam (Balsamum canadense) zwischen 4 und 11 % Bornylacetat. Diese ätherischen Öle werden zur Einreibung, das reine Bornylacetat sowie sein Isomer Isobornylacetat als Geruchskomponente in Badepräparaten, Sprays und Seifen,  Backwaren, Pudding und Getränken sowie als Bestandteil von Arzneimitteln (Lindofluid N) eingesetzt. Racemisches Bornylacetat ist in der EU unter der FL-Nummer 09.017 ohne besondere Beschränkungen als Aromastoff für Lebensmittel allgemein zugelassen. Eine analoge Zulassung besteht für reines (−)-Bornylacetat unter der FL-Nummer 09.848.